# Open di Francia 2013 - Doppio leggende femminile
Lindsay Davenport e Martina Hingis erano le detentrici del titolo e lo hanno difeso battendo in finale Elena Dementieva e Martina Navrátilová per 6-4, 6-2.

## Tabellone

### Legenda
| - Q = Qualificato - WC = Wild card - LL = Lucky loser | - ALT = Alternate - SE = Special Exempt - PR = Protected Ranking | - w/o = Walkover - r = Ritirato - d = Squalificato |

### Finale
|  | Finale |                                      |                                      |   |   |  |
|  |        |                                      |                                      |   |   |  |
|  | A1     | Lindsay Davenport Martina Hingis     | Lindsay Davenport Martina Hingis     | 6 | 6 |  |
|  | B1     | Elena Dementieva Martina Navrátilová | Elena Dementieva Martina Navrátilová | 4 | 2 |  |

### Gruppo A
|    |                                  | Davenport Hingis | Novotná Schett   | Tauziat Testud   | RR W–L | Set W–L | Game W–L | Standings |
| A1 | Lindsay Davenport Martina Hingis |                  | 6–4, 6–3         | 6-2, 6-2         | 2–0    | 4–0     | 24–11    | 1         |
| A2 | Jana Novotná Barbara Schett      | 4–6, 3–6         |                  | 3-6, 6-1, [7-10] | 0–2    | 1–4     | 16–20    | 3         |
| A3 | Nathalie Tauziat Sandrine Testud | 2-6, 2-6         | 6-3, 1-6, [10-7] |                  | 1–1    | 2–3     | 12–21    | 2         |

La classifica viene stilata in base ai seguenti criteri: 1) Numero di vittorie; 2) Numero di partite giocate; 3) Scontri diretti (in caso di due giocatori pari merito ); 4) Percentuale di set vinti o di games vinti (in caso di tre giocatori pari merito ); 5) Decisione della commissione.

### Gruppo B
|    |                                            | Dementieva Navrátilová | Fernandez Sánchez Vicario | Majoli Martínez | RR W–L | Set W–L | Game W–L | Standings |
| B1 | Elena Dementieva Martina Navrátilová       |                        | 6-4, 6–3                  | 6-2, 6-4        | 2–0    | 4–0     | 24–13    | 1         |
| B2 | Mary Joe Fernández Arantxa Sánchez Vicario | 4–6, 3–6               |                           | walkover        | 0–2    | 0–2     | 7–12     | 3         |
| B3 | Iva Majoli Conchita Martínez               | 2-6, 4-6               | walkover                  |                 | 1–1    | 0–2     | 6–12     | 2         |

La classifica viene stilata in base ai seguenti criteri: 1) Numero di vittorie; 2) Numero di partite giocate; 3) Scontri diretti (in caso di due giocatori pari merito ); 4) Percentuale di set vinti o di games vinti (in caso di tre giocatori pari merito ); 5) Decisione della commissione.